# گتو ریگا
گتو ریگا منطقه مسکونی کوچکی در ریگا، لتونی، بود که توسط نازی‌ها برای اسکان یهودیان لتونی و دیگر یهودیان در جریان جنگ جهانی دوم مشخص شد. در ۲۵ اکتبر ۱۹۴۱، نازی‌ها با بیرون کردن همه دیگر ساکنان غیریهودی محله‌های درون گتو، یهودیان را از ریگا و دیگر مناطق به درون گتو منتقل کردند. بیشتر یهودیان لتونی (حدود ۳۵۰۰۰ تن) در جریان کشتار رومبولا در ۳۰ نوامبر و ۸ دسامبر ۱۹۴۱ کشته شدند. نازی‌ها سپس تعداد زیادی از یهودیان آلمانی را به این گتو منتقل کردند. بیشتر آنها بعدها در کشتارها به قتل رسیدند.
اگرچه گتو ریگا به شکل یک گتوی کامل شناخته می‌شود، در واقعیت این گتو از چند «گتو» درون خود تشکیل شده بود. پس از کشتار رومبولا، یهودیان لتونیایی باقی‌مانده در منطقه کوچکی درون گتوی اصلی مستقر شدند. این گتو که با عنوان «گتوی کوچک» شناخته می‌شد به دو بخش مجزای مردانه و زنانه تقسیم می‌شد. بعدها با ورود یهودیان آلمانی، بخش‌های دیگری به گتوی ریگا افزوده شد که با عنوان «گتوی آلمانی» شناخته می‌شدند.

## تاریخچه
در ۲۱ ژوئیه ۱۹۴۱، مقام‌های آلمانی تصمیم به محدودسازی یهودیان ریگا درون یک گتو گرفتند؛ همه یهودیان می‌بایست به ثبت عمومی می‌رسیدند و یودنراتی برای رسیدگی به امورشان تعیین شد. بعضی از رهبران یهودی جنبش آزادی یهود در لتونی با این تصور که عضویت در یوندرات می‌توانست به شرایطشان کمک کند و جایگاهشان در هنگام مذاکره با آلمانی‌ها تثبیت کند اقدام به پیوستن به آن کردند. اعضای یودنرات بر بازوی خود بازوبند بزرگ سفیدی با نشان ستاره داوود آبی رنگ داشتند که به ایشان اجازه می‌داد در پیاده‌روها راه بروند.
در ۲۳ اکتبر ۱۹۴۱ دستور داده شد تا یهودیان تا ۲۵ اکتبر به منطقه مسکاواس فورشتات در ریگا منتقل شوند؛ در نتیجه، نزدیک به ۳۰۰۰۰ نفر ناچار به سکونت در ناحیه‌ای با وسعت تنها ۱۶ کوچه شدند.
گتو توسط حصاری از سیم خاردار محصور شده بود، و هر کسی که به حصار نزدیک می‌شد مورد اصابت گلوله توسط مأموران مراقب قرار می‌گرفت. این مأموران تحت فرماندهی رئیس پلیس دانتزیگ همچنین شب‌ها اقدام به تیراندازی تصادفی به افراد ساکن در گتو می‌کردند.
یهودیان جابجا شده تنها می‌توانستند با خود دارایی‌های کمی را به درون گتو ببرند. باقی دارایی‌های آن‌ها توسط آلمانی‌ها ضبط و توسط سازمانی که به همین منظور تشکیل شده بود Treuhandverwaltung، با قطار به آلمان فرستاده شدند. آلمانی‌ها همچنین چشم خود را بر سرقت دارایی‌های افراد ساکن گتو توسط مأموران مراقب و نیز سربازان آلمانی بستند، چرا که این سرقت‌ها را جبرانی برای همدستی این مأموران با آلمانی‌ها در عملیات کشتار می‌دیدند. به باور ازرگلیس، اس دی علاقه بیشتری به کشتار یهودیان داشت تا دزدیدن دارایی‌هایشان، در حالی که نیروهای فرمانداری «غیرنظامی» هینریک لوهس به عکس آن علاقه داشتند.
پس از کشتار رومبولا، ساختار گتو عوض شد. یهودیان لتونیایی که از کشتار جان سالم به در برده بودند در محدودهٔ «گتوی کوچک» محاصره شدند که شامل دو ناحیه مردانه و زنانه می‌شد. در کنار این محدودهٔ کوچک، گتوی دیگری تشکیل شد که ساکنانش را یهودیان تبعیدی از رایش تشکیل می‌دادند. به این گتو «گتوی آلمانی» گفته می‌شد.

## کشتارهای دسته‌جمعی

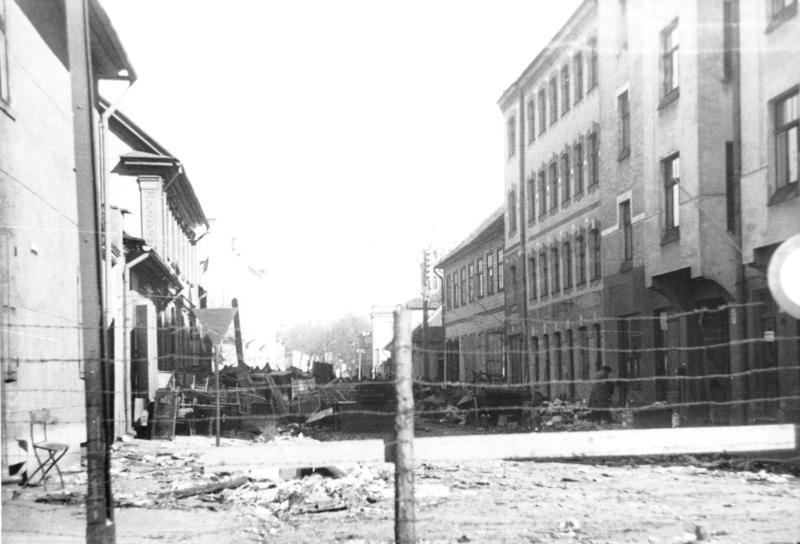
منطقه مسکونی گتو ریگا

در سپتامبر ۱۹۴۱، آدولف هیتلر، به درخواست راینهارد هایدریش و یوزف گوبلز، دستور تبعید یهودیان آلمان به شرق را صادر کرد. از آنجا که در ابتدا مقصد برنامه‌ریزی شده، یعنی گتو مینسک، بیش از حد شلوغ بود، قطارهای بعدی برای اخراج به گتو ریگا، که خود نیز پرازدحام بود، تغییر مسیر دادند.
در ۳۰ نوامبر و ۸ و ۹ دسامبر، نازی‌ها حدود ۲۷۵۰۰ یهودی لتونی ساکن گتو را در چاله‌هایی از پیش کنده شده در جنگل رومبولا با شلیک گلوله کشتند. در آن هنگام، از گشایش «گتوی بزرگ» تنها ۳۷ روز می‌گذشت. تنها حدود ۴۵۰۰ کارگر مرد ماهر، و حدود ۵۰۰ زن که به عنوان خیاط ثبت شده بودند، از کشتار رومبولا جان سالم به در بردند.
نخستین قطار حامل یهودیان آلمانی با ۱۰۵۳ مسافر در ۳۰ نوامبر ۱۹۴۱ از برلین به ایستگاه راه‌آهن در ریگا رسید. همه افراد در همان روز در جنگل رومبولا به قتل رسیدند. چهار کاروان بعدی که هر یک تقریباً ۴۰۰۰ مسافر داشتند با دستور اس‌اس-بریگادفورر و فرمانده آینزاتس‌کماندو، فرانتس اشتالکر، در یک محوطه خالی، با عنوان اردوگاه کار اجباری یونگ‌فرنهوف، اسکان داده شدند.
اختلافی تاریخی در مورد اینکه یهودیان لتونی در رومبولا کشته شدند تا بتوان برای یهودیان رایش جا باز شود وجود داشته و مدتهاست که باعث شکل‌گیری احساسات تلخی میان بازماندگان لتونیایی و آلمانی شده‌است. شواهد در این باره روشن نیست، اما مطمئناً اخراج یهودیان رایش به گتو اندک زمانی پس از تیراندازی‌های رومبولا پیگیری شد.